# 野口吉次郎
野口 吉次郎（のぐち きちじろう、1856年8月6日〈安政3年7月6日〉 - 1933年〈昭和8年〉2月20日）は、日本の実業家。2015年（平成27年）まで北海道小樽市に存在した酒造会社・北の誉酒造の創業者。加賀国二日市村（後の石川県金沢市）出身。旧姓は西川（にしかわ）。

## 経歴

### 能登での生活
二日市村の農家のもとに誕生。1876年（明治9年）に地元の醤油釀造店で働き始めた。1878年（明治11年）に縁あって金沢の野口家の養子となり、野口姓に改姓した。26歳で独立して醤油の小売店を始め、同年に結婚した。1884年（明治17年）には醤油の釀造を手掛けるが、松方デフレの影響で失敗して財産一切を失った上、150円の借金を背負うことになった。

### 渡道

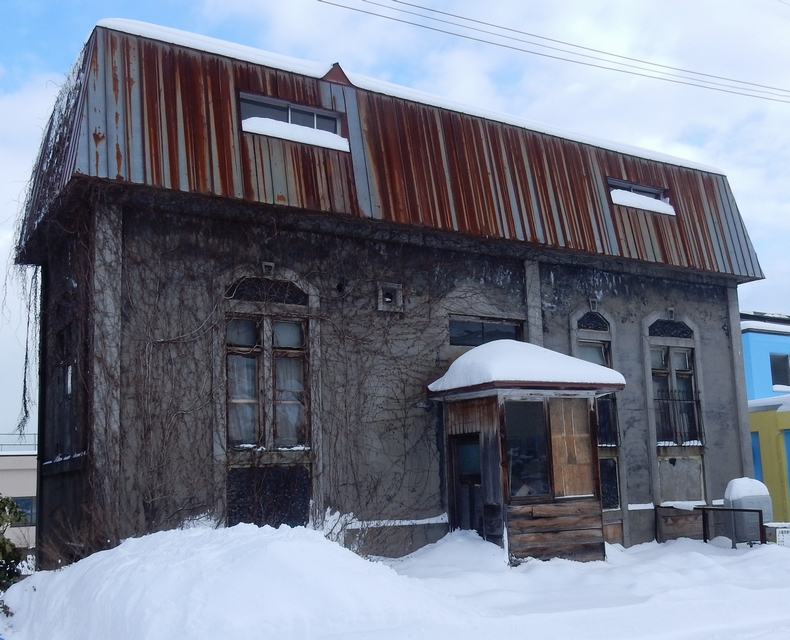
丸ヨ石橋商店別邸

1886年（明治19年）、野口は再起の道を開拓途上である北海道に求めて、妻と当時5歳の長男を連れて北海道の小樽に渡った。小樽では、行商や日雇いなどで生計を立てた。やがて小樽の呉服屋・丸ヨ石橋商店で醤油造りの人材を求めている話を聞き、同店に雇われることとなった。野口の立てた算段が、店主の石橋彦三郎に認められたことによる。石橋の出した条件は、家族3人の食い扶持は保障するものの、醤油完成までの3年間は無給という厳しいものだった。野口はそれに耐えて石橋に仕え、働き続けた。
2年目の秋に野口の醤油が完成したが、呉服商の売る醤油など、当初はまったく売れなかった。そこで野口は、当時の醤油の常識である大きな八升樽詰や量り売りでの小買いではなく、使い勝手の良い1升・2升の樽で売ることを発案した。八升樽は夏場には傷みやすく、小買いだと客は購入のたびに足を運ばなければならない。その点、1升・2升の樽なら回転が早いために傷む心配が少ない上、軽量で扱いやすい上に、配達も可能である。この客本位の商法が大当たりし、3年の月日が流れた頃、野口の醤油は大人気商品となった。店主の石橋はその働きを認め、後の醤油造りを野口に一任した上、多額の借金の肩代わりすら引き受けた。

### 独立〜酒造りへの挑戦

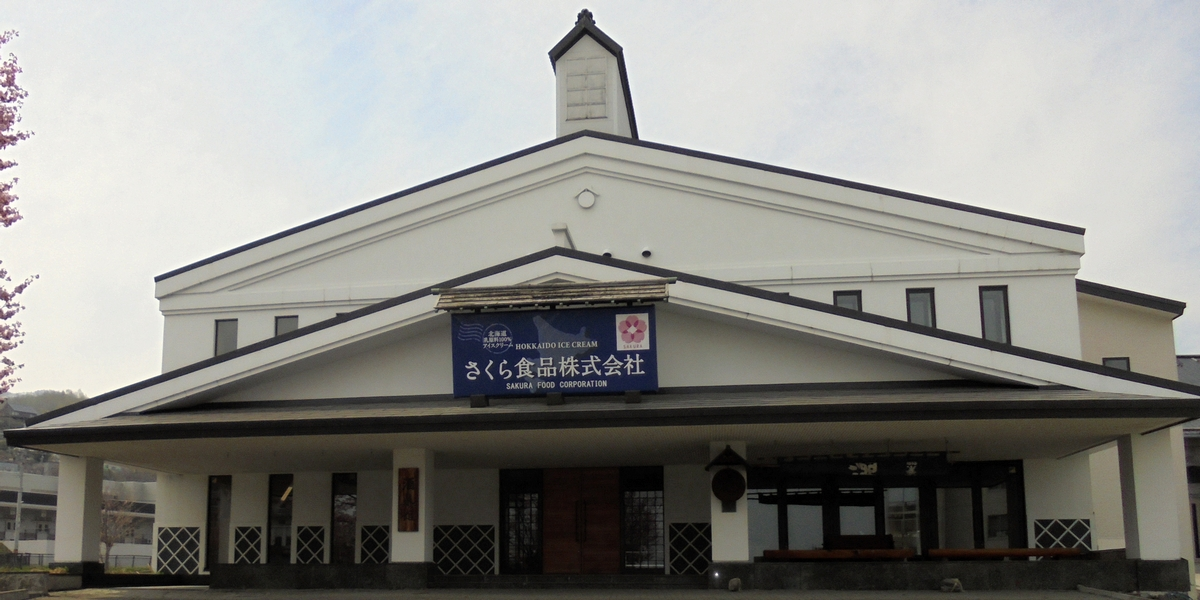
北海道小樽市奥沢にて、北の誉酒造併設の見学施設「酒泉館」として稼働していた建築物。撮影日の2018年（平成30年）4月30日時点ではアイスクリーム製造業「さくら食品」の工場として稼働しているが、玄関先に「酒泉館」の看板が残されている。

1897年（明治30年）、野口は丸ヨ石橋商店から独立して一本立ちし、小樽の稲穂町で丸ヨ野口商店（後の野口吉次郎商店、北の誉商店の母体）を創業した。暖簾分けにあたって野口は、恩義のある石橋の商売敵にならぬよう、醤油や味噌ではない新事業として、地酒の醸造へ着手した。当時の小樽は急速に栄え、人口増加に伴って日本酒の需要が増加したにもかかわらず、当時の本州産の酒は高価で庶民が入手しにくかったことから、安価で多くの人々に喜ばれる酒作りが狙いであった。
4年（4回）にわたる試験醸造を繰り返した末、1901年（明治34年）、最初の酒の醸造に成功した。これには小樽の水質の良さと、丸ヨ石橋商店時代から培った醸造技術が大いに生かされた。地元産の酒は人気を集め、翌1902年（明治35年）には小樽の奥沢町に酒造工場を建設し、規模を拡大していった。
この1901年は後に北の誉酒造の創業の年とされ、北の誉は100年の歴史を持ち、小樽を代表する酒造メーカーへ昇り詰めることとなった。

### 引退〜晩年
1908年（明治41年）、野口は次男の野口喜一郎（長男は早世）に店を一任した。その後は1912年（明治45年）に小樽焼酎会社の社長、1922年（大正11年）には第1期の小樽市会議員など、多彩な活動を続けた。1928年（昭和3年）に紺綬褒章を受章。1931年（昭和6年）には小樽市政功労者として表彰を受けた。
晩年は酒蔵で店の者に、商売に対する考えや人生観などを語る生活を送った。1933年8月、死去。その後は喜一郎、孫（喜一郎の子）の野口誠一郎、曾孫（誠一郎の子）の野口禮二と、4代にわたって跡が受け継がれた。
弟の西尾長次郎は1914年（大正3年）にのれん分けで札幌北の誉酒造を興し、その孫・西尾長光は卸部門の丸ヨ西尾を母体にセイコーマートを創業する。
1933年（昭和8年）2月には、小樽住吉神社に石造の第2鳥居を奉納。